# Egyenlítői-Guinea az 1996. évi nyári olimpiai játékokon
Egyenlítői-Guinea az egyesült államokbeli Atlantában megrendezett 1996. évi nyári olimpiai játékok egyik részt vevő nemzete volt. Az országot az olimpián 1 sportágban 5 sportoló képviselte, akik érmet nem szereztek.

## Atlétika
Férfi
| Versenyszám                                                     | Előfutam        | Előfutam | Előfutam | Negyeddöntő | Negyeddöntő | Negyeddöntő | Elődöntő | Elődöntő | Elődöntő | Döntő   | Döntő    |         |
| Versenyszám                                                     | Idő             | Hely.    | Össz.    | Idő         | Hely.       | Össz.       | Idő      | Hely.    | Össz.    | Idő     | Helyezés |         |
| --------------------------------------------------------------- | --------------- | -------- | -------- | ----------- | ----------- | ----------- | -------- | -------- | -------- | ------- | -------- | ------- |
| Bonifacio Edu                                                   | 100 m           | 11,87    | 9.       | 104.        | kiesett     | kiesett     | kiesett  | kiesett  | kiesett  | kiesett | kiesett  | kiesett |
| Gustavo Envela                                                  | 200 m           | 22,09    | 8.       | 75.         | kiesett     | kiesett     | kiesett  | kiesett  | kiesett  | kiesett | kiesett  | kiesett |
| Casimiro Asumu Nze                                              | 400 m           | 50,14    | 7.       | 56.         | kiesett     | kiesett     | kiesett  | kiesett  | kiesett  | kiesett | kiesett  | kiesett |
| Ponciano Mbomio Casimiro Asumu Nze Bonifacio Edu Gustavo Envela | 4 × 100 m váltó | 45,63    | 5.       | 32.         |             |             |          | kiesett  | kiesett  | kiesett | kiesett  | kiesett |

Női
| Versenyző      | Versenyszám | Előfutam | Előfutam | Előfutam | Negyeddöntő | Negyeddöntő | Negyeddöntő | Elődöntő | Elődöntő | Elődöntő | Döntő   | Döntő    |
| Versenyző      | Versenyszám | Idő      | Hely.    | Össz.    | Idő         | Hely.       | Össz.       | Idő      | Hely.    | Össz.    | Idő     | Helyezés |
| -------------- | ----------- | -------- | -------- | -------- | ----------- | ----------- | ----------- | -------- | -------- | -------- | ------- | -------- |
| Juliana Obiong | 100 m       | 13,88    | 9.       | 55.      | kiesett     | kiesett     | kiesett     | kiesett  | kiesett  | kiesett  | kiesett | kiesett  |